# Минчо Минчев
Минчо Минчев (болг. Минчо Минчев; нар. 17 вересня 1950, Габрово) — болгарський скрипаль, музичний педагог.

## Біографія
Народився 17 вересня 1950 року в місті Габрово. У дев'ять років дав перший концерт, з 13-річного віку виступав з оркестром як соліст. У 1970 році отримав другу премію на Міжнародному конкурсі скрипалів імені Паганіні (перша премія того року не присуджувалася), в 1974 році виграв в Лондоні конкурс скрипалів імені Карла Флеша. У Лондоні ж удосконалював виконавську майстерність під керівництвом Іфри Нимана. З 1975 року соліст Софійської і Варненської філармоній; спеціально для Минчева болгарським урядом була в 1977 році придбана скрипка Страдіварі «Барон Вітгенштейн» (1716). З 1990 року викладає в Ессені.

## Цікаві факти
- Перший болгарський скрипаль, нагороджений практично на всіх міжнародних конкурсах;
- Перший болгарський скрипаль, що виступав з концертами на всіх континентах крім Антарктиди;
- Перший болгарський скрипаль, що грає на скрипці Страдіварі.

## Інші види діяльності
- Голова Фонду Панчо Владіґерова.
- Президент Міжнародного журі скрипалів на міжнародному конкурсі піаністів та скрипалів Панчо Владіґерова.
- Художній керівник Міжнародної музичної академії «Варненско лято».
- Проводить майстер-класи у багатьох країнах Європи, Америки, Азії та Австралії.
- Член Правління Міжнародного фонду «Святого Кирила і Мефодія».